# (6780) Borodin
(6780) Borodin (1990 ES3) – planetoida z grupy pasa głównego asteroid okrążająca Słońce w ciągu 3,38 lat w średniej odległości 2,25 j.a. Odkryta 2 marca 1990 roku.